# Liszt Ferenc Zeneművészeti Egyetem
Liszt Ferenc Zeneművészeti Egyetem (doslova Hudebně-umělecká univerzita Ference Liszta), starší název Zeneakadémia (doslova Hudební akademie), je vysokoškolský hudební ústav v Maďarsku, který sídlí v Budapešti, na území VI. městského obvodu.

## Historie
Školu založil hudební skladatel Franz Liszt v roce 1875 pod jménem Királyi Zeneakadémia (Královská hudební akademie). První budovu v neorenesančním stylu byla vybudována v letech 1877-1879 podle plánů Adolfa Langa. Dnes se budova nachází na Andrássyho ulici č. 67. Zeneakadémii sloužila do roku 1907, když se přestěhovala do nové secesní budovy na dnešním náměstí Ference Liszta. Od roku 1980 patří opět této instituci a dnes slouží jako muzeum a výzkumné centrum díla a odkazu Ference Liszta.
Největší slávu a celosvětové uznání dosáhla Zeneakadémia na konci 19. a počátku 20. století, když v ní studovali slavní operetní skladatelé jako Jenő Huszka, Emmerich Kálmán, Albert Szirmai a Viktor Jacobi, operní skladatel Béla Bartók a skladatel národních hudebních písní Zoltán Kodály. Velkou zásluhu na tom měl pedagogický přístup Jana Koesslera, který vyučoval kompozici na škole v letech 1883-1908.

## Evropské dědictví
V roce 2015 byla škola zařazena do seznamu Evropského dědictví.